# Rubus assamensis
Rubus assamensis är en rosväxtart som beskrevs av Wilhelm Olbers Focke. Rubus assamensis ingår i släktet rubusar, och familjen rosväxter.

## Underarter
Arten delas in i följande underarter:
- R. a. sepalanthus
- R. a. faberi